# 高松琴平電気鉄道1020形電車
高松琴平電気鉄道1020形電車（たかまつことひらでんきてつどう1020かたでんしゃ）は、高松琴平電気鉄道に在籍した電車である。

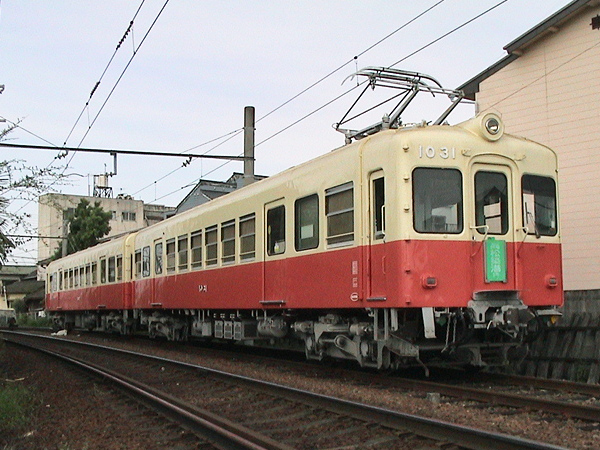
1020形 1031×1032 2002年8月 仏生山付近

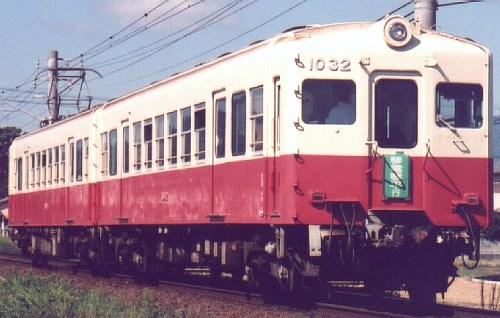
1020形 1032×1031 2004年10月 仏生山 - 一宮間

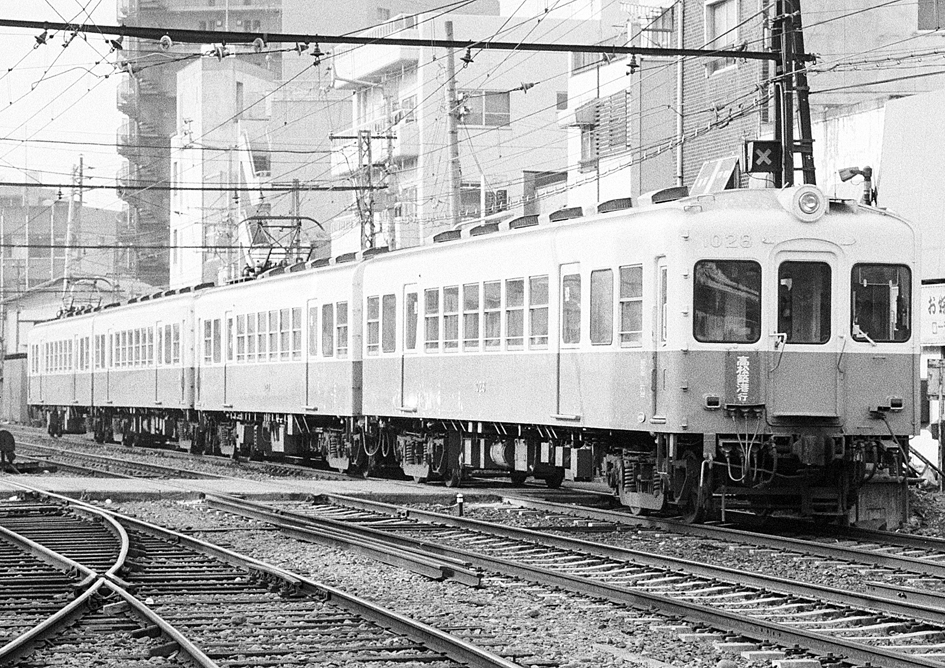
1020形 1028×1027×1020形×2 瓦町付近

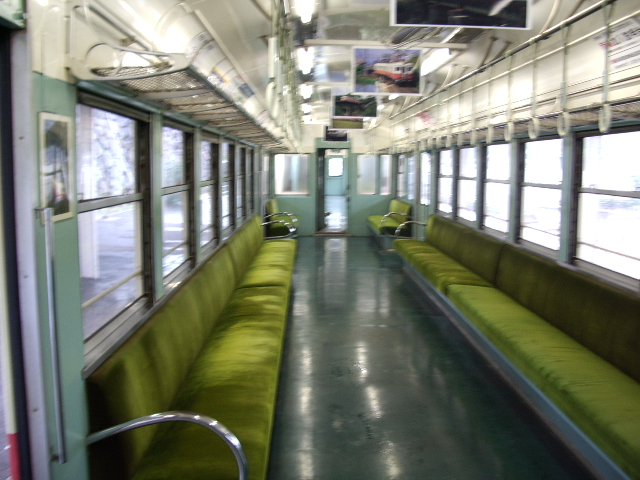
1020形 1030車内 2004年10月 高松築港

もと名古屋鉄道3700系（2代目）で、1957年（昭和32年）から1958年（昭和33年）にかけて日本車輌（本店）で製造され、1969年（昭和44年）から1972年（昭和47年）に入線した。奇数番号車が制御電動客車、偶数番号車が制御客車で、最大時1021 - 1036の2両編成8本16両が琴平線に在籍していたが、2004年までに廃車になった。

## 概要
17m級の全金属車体で、窓配置はC3'-d2D6D2、雨樋は張上げ屋根となっている。うち、1022・1024は電動車を電装解除したもの、また1032は琴電唯一の高運転台車（名鉄時代の事故復旧の際に改造）であった。
車内は一部転換クロスシートの車両も存在したが、最終的にはロングシートに統一された。
駆動方式は釣り掛け式（2編成が後に平行カルダン式に変更）、制御方式はHL、制動方式は電磁SMEである。
車両諸元
- 最大寸法（長×幅×高） 17830×2840×4183（偶数車は3790）mm
- 自重 31t（偶数車は20t）。いずれも1982年（昭和57年）の値。
- 定員 130（座席60）人

## 車両来歴

### 琴電入線前
名古屋鉄道3700系は、1957年から1959年（昭和34年）にかけて、木造車などの機器を流用して日本車輌（本店）で新造した車両である。しかし、主電動機出力が低いことから使い勝手が悪かった。そのため、新造から12年の1969年から高松琴平電鉄に譲渡が開始された。しかし、1973年（昭和48年）にオイルショックが発生、これに伴い名古屋鉄道の輸送量が激増したため、8編成を以て譲渡は中止された。

### 琴電入線後
入線に当り、台車を1435mmに改軌、ブレーキをAMM (ACM) から電磁SME（非常管併設電磁弁付三管式直通空気制動）に変更した他は、ほぼそのままで使用された。特に1021 - 1022は、名鉄時代の塗装（ストロークリームに赤帯）で1年半使用されている。
また1030番台の車両 (1031 - 1036) は、転換クロスシート付きで車番も分けられたが、1975年（昭和50年）にロングシート化された。
中型車がほとんどであった当時、大型、全金属製のこの車両は近代的な存在であった。
なお、1998年（平成10年）までの琴電標準色だったクリーム色とピンクの車体色は、1969年に入線した1023 - 1024から採用されたものである。
1978年（昭和53年）から1981年（昭和56年）にかけて、中間連結器を密着自動連結器（密自連）に統一（後に運転席側も密自連に交換）したり、電動車の台車・主電動機を京浜急行電鉄230形の廃車発生品や購入した30形（3代）から交換したもの（後に制御車も）にするなど、出力強化ならびに部品の統一を図った。
さらに、1029 - 1030が1985年（昭和60年）、1031 - 1032が1986年（昭和61年）に、HL制御のまま台車・主電動機を新造のものに交換しカルダン駆動化された。台車は、電動車が住友FS-530、制御車が同FS-030、主電動機は三菱MB-3239A（出力110kw) ×4である。
しかし、非冷房車であったため、1989年（昭和64年・平成元年）以降1080形増備に伴いカルダン化された1029 - 1032を除き廃車された。
その後、2004年11月3日に1200形の1207 - 1210が増備されたため、1029 - 1032が廃車され、形式消滅した。

## 車番の変遷
| 琴電での車番 | 琴電での車番 | 名鉄時代の車番 | 名鉄時代の車番 |
| ------------ | ------------ | -------------- | -------------- |
| 1021         | 1022         | モ3703         | ク2703         |
| 1023         | 1024         | 3701           | 2701           |
| 1025         | 1026         | 3718           | 2718           |
| 1027         | 1028         | 3705           | 2705           |
| 1029         | 1030         | 3712           | 2712           |
| 1031         | 1032         | 3713           | 2713           |
| 1033         | 1034         | 3714           | 2714           |
| 1035         | 1036         | 3710           | 2710           |

※新製時、ク2703はモ3704（初代）、ク2701はモ3702

## 参考資料
- 真鍋裕司「私鉄車輌めぐり[121] 高松琴平電鉄（上）」、鉄道ピクトリアル403号、電気車研究会、1982年5月
- 真鍋裕司「琴電へ譲渡された名鉄3700系」、鉄道ピクトリアル771号、電気車研究会、2006年1月増刊
- 畑下学「私鉄フォーラム第32回 高松琴平電気鉄道」、鉄道ダイヤ情報52号、弘済出版社、1988年8月